# Консет
Ко̀нсет (на английски: Consett) е град в Северна Англия, графство Дърам. Намира се на 20 km югозападно от Нюкасъл. Градът се образува около основания през 1840 металургичен завод, който става един от най-големите в страната, но е затворен през 1980. Населението на Консет е около 27 000 души (2001).

## Личности
В Консет е роден актьорът Роуън Аткинсън (р. 1955).